# Surfer
Surfer è un EP del gruppo musicale statunitense NOFX, pubblicato nel 2001 dalla Fat Wreck Chords.
Sia il titolo che la copertina dell'EP sono una parodia dell'album dei Bad Religion Suffer.

## Tracce
1. Fun Things To Fuck (If You're a Winner)
2. Juice Head
3. Three On Speed
4. New Happy Birthday Song
5. Talking 'Bout Yo Momma
6. Party Enema
7. Can't Get The Stink Out
8. Go To Work Wasted
9. Fuck The Kids (Revisited)
10. Whoa On The Whoas
11. Three Shits To The Wind
12. Puke On Cops
13. I Gotta Pee
14. Totally Fucked

## Formazione
- Fat Mike - basso e voce
- El Hefe - chitarra e voce
- Eric Melvin - chitarra
- Erik Sandin - batteria